# 神戸市立井吹西小学校
神戸市立井吹西小学校（こうべしりつ いぶきにししょうがっこう）は兵庫県神戸市西区井吹台西町にある公立小学校。

## 概要
出典
開校当初は350名であったが、児童数は増加し2006年には1401名というマンモス校に成長し、県下一の児童数の多い小学校になった。2007年に児童数が1402名となったことをピークにその後は減少している。

### 沿革
- 1996年12月 - 西第28小学校（仮称）として設立決定。
- 1997年3月 - 西第28小学校として建設着工。
- 1998年4月 - 神戸市立井吹東小学校から分離し、神戸市立井吹西小学校と命名され開校。
- 2005年4月 - 情緒障害児学級開設。
- 2015年 - 文部科学省英語カリキュラム研究特例指定校に指定。

### 児童数・クラス数の変遷
| 年度   | 合計クラス数 | 児童数 |
| ------ | ------------ | ------ |
| 1998年 | 13クラス     | 348名  |
| 1999年 | 20クラス     | 578名  |
| 2000年 | 23クラス     | 799名  |
| 2001年 | 28クラス     | 955名  |
| 2002年 | 31クラス     | 1083名 |
| 2003年 | 35クラス     | 1218名 |
| 2004年 | 39クラス     | 1292名 |
| 2005年 | 40クラス     | 1375名 |
| 2006年 | 42クラス     | 1401名 |
| 2007年 | 41クラス     | 1402名 |

## 教育方針
学校教育目標
- 「ひびく心　かがやく瞳　きり拓く力」

開校当初より目標とされている。

## 学区
出典
神戸市西区に属する。
- 伊川谷町井吹（永井谷地区）、井吹台西町全域

## 進学先中学校
- 神戸市立井吹台中学校

## 校区内の主な施設
- 神戸市立井吹西児童館
- 西神戸YMCA幼稚園
- マルアイいぶき西フレア店

## 交通
- 神戸市営地下鉄西神・山手線 西神南駅
- 神戸市バス 47系統
  - 「井吹台西町3丁目」より
  - 「いぶき西フレア」より
- 神姫バス 15系統「井吹台西町3丁目」より

## 通学区域が隣接している学校
- 神戸市立井吹東小学校
- 神戸市立井吹の丘小学校
- 神戸市立櫨谷小学校
- 神戸市立伊川谷小学校